# ファールス (オランダ)
ファールス（オランダ語: Vaals [ˈvaːls] ( 音声ファイル)、リンブルフ語: Vols）は、オランダの南東端に位置する基礎自治体（ヘメーンテ）で、リンブルフ州に属している。

## 概要
主要記事：Vaals
ファールスは、リンブルフ州の州都マーストリヒトから23キロメートル東、またドイツのアーヘンの5キロメートル西に位置している。
ファールスはベルギーとドイツとの国境に接している。両国の国境は町の中心から数百メートル離れたファールス山（Vaalserberg）にある三国国境点（Drielandenpunt）で接している。また、そこはオランダで最も高い地点（海抜322.5メートル）でもある。
ファールスはオランダで最もドイツ人居住者の割合が多い町である。その割合は約26%である。
ファールスの主要産業は観光業である。石炭産業や繊維産業は1960年代以降衰退傾向にある。多くの住民は近隣のヒールレン、ケルクラーデ、マーストリヒトやアーヘンに通勤している。貧困状況調査によれば、町の人口の6分の1が貧困層に属している。

## 観光
三国国境点のオランダ側にはウィルヘルミーナ展望台、公園（ラビリント等のアトラクション含む）、駐車場がある。ベルギー側には三国国境点モニュメントに隣接して新展望台が作られている。
ドイツとの国境線が町の中心部付近を通っている。町の西側はドイツのアーヘン市のファールザークワーティアー地区 (Vaalserquartier)である。

## 交通機関
三国国境点の下にはベルギーとドイツのアーヘンを結ぶ鉄道トンネルがあるが、鉄道駅は存在しない。
最も近い鉄道駅からファールス中心部への交通アクセスは次の通り。
- アーヘン中央駅より、バス350系統で約20分（30分間隔）
- マーストリヒト中央駅より、バス350系統で約40分（15~30分間隔）

ファールス中心部から三国国境点への交通アクセスは次の通り。
- ファールス バス停（マーストリヒト通り）からバスで約10分。繁忙期のみ
- 徒歩30分

## ギャラリー

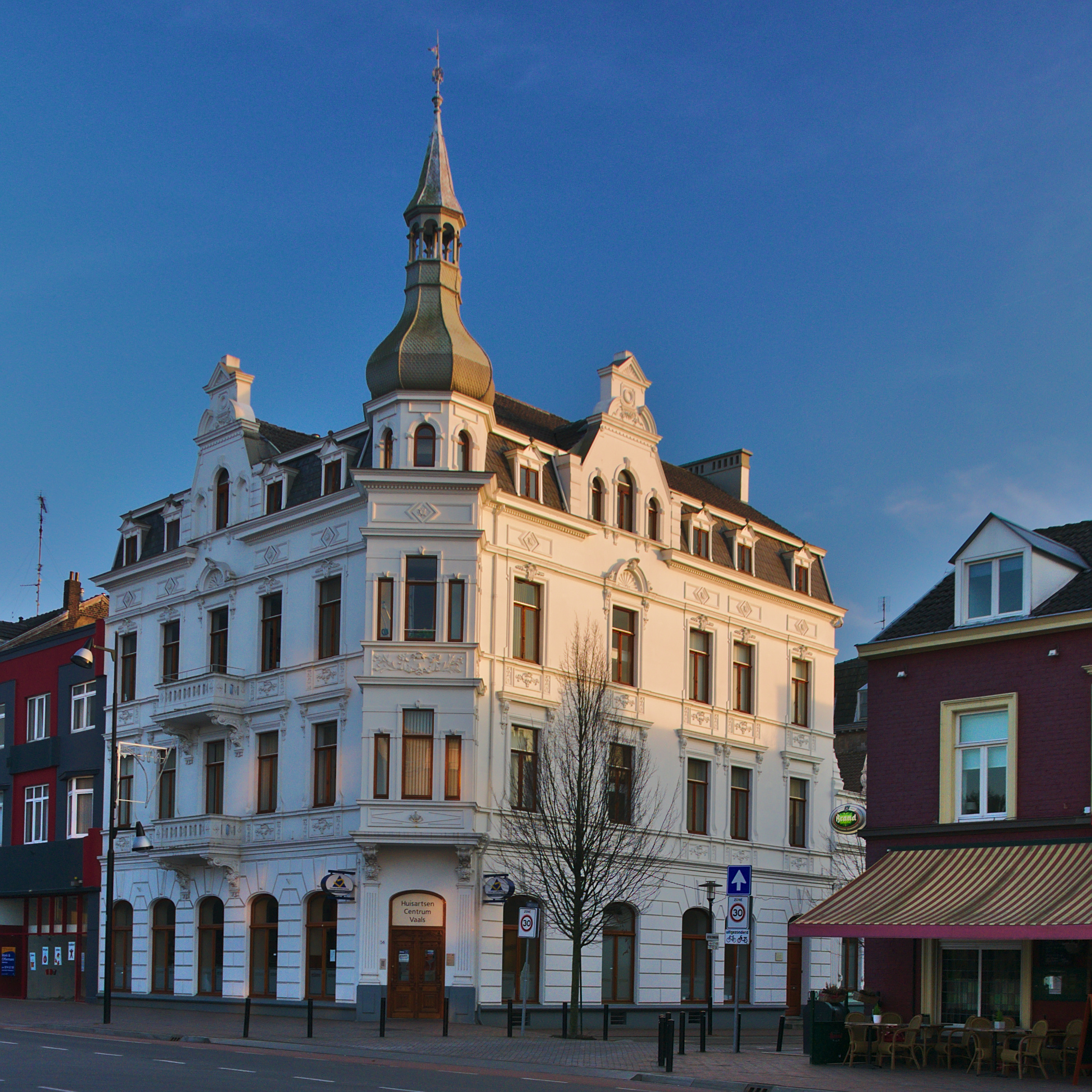
町の中心部 マーストリヒト通り
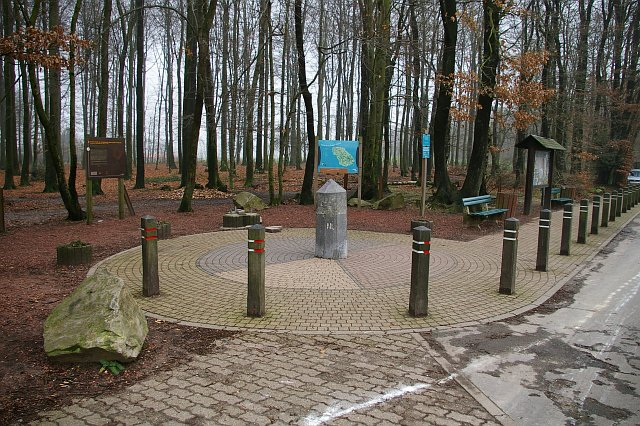
三国国境点 手前がオランダ、奥の林がドイツ、右側がベルギー
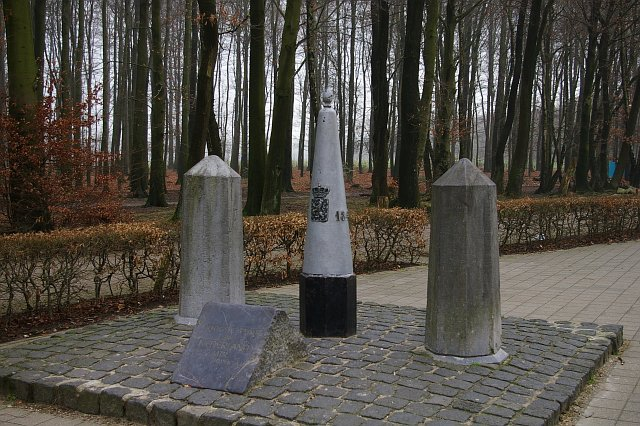
オランダ最高標高地点
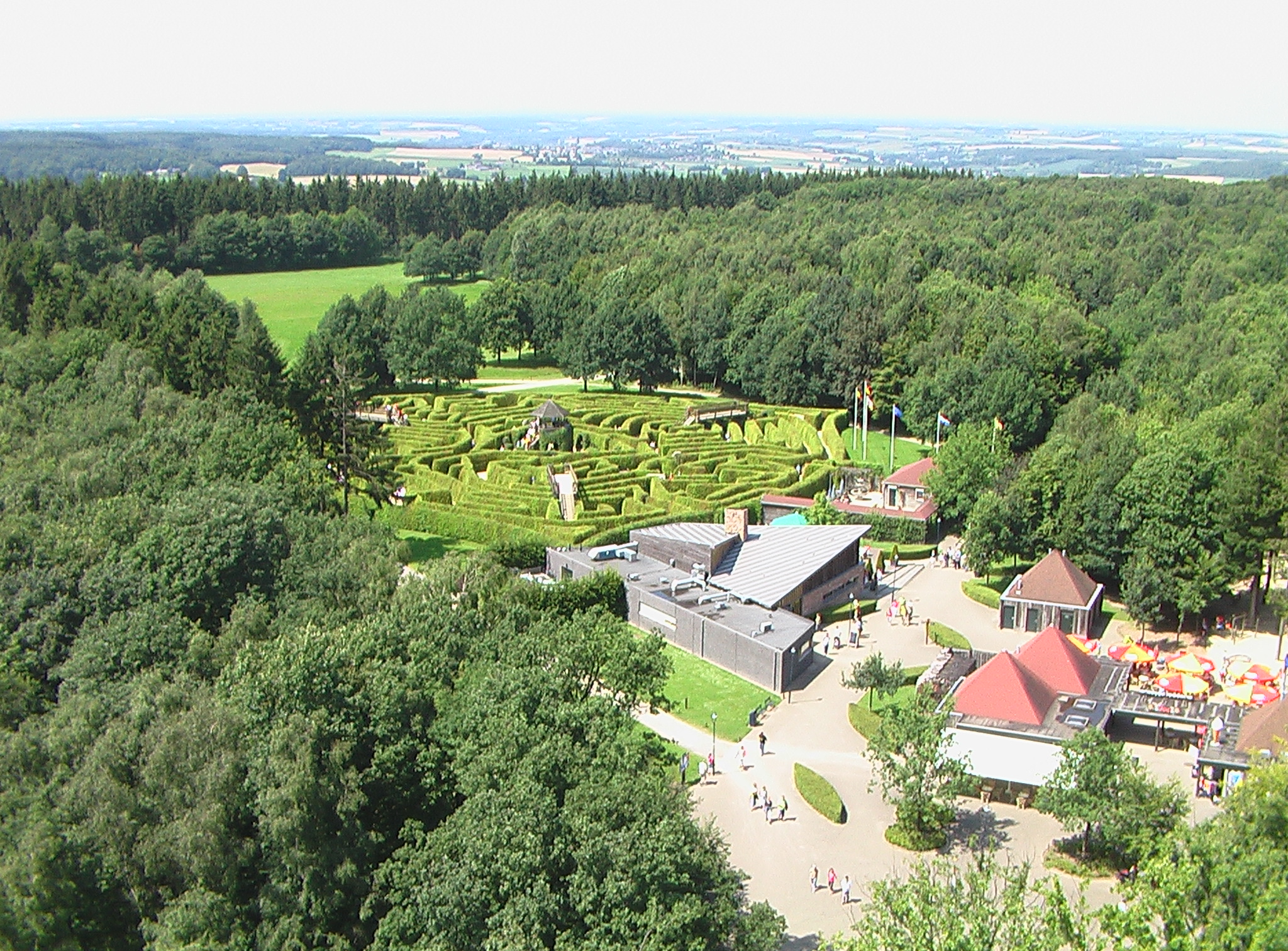
三国国境点横の観光施設 ラビリント（迷路）

## 出身者
- ロナルト・ヴァーテリュース - サッカー選手